# Парласко
Парла̀но (на италиански: Parlasco, на западноломбардски: Perlasch, Перласк) е село и община в Северна Италия, провинция Леко, регион Ломбардия. Разположено е на 679 m надморска височина. Населението на общината е 141 души (към 2014 г.).